# 하하지마섬
하하지마섬(일본어: 母島)은 북위 26도 40분 동경 142도 10분에 위치하며 도쿄도에 소속된 오가사와라 제도의 섬이다. 면적은 20.21km2, 인구는 440명(2005년)이다.
최한월 평균기온이 섭씨 18도 이상인 열대기후에 속하며 그 중에서도 열대 우림 기후 (Af)가 나타난다.